# Megasphaera cerevisiae
Il  Megasphaera cerevisiae  (Engelmann e Weiss, 1986) è una specie di batterio appartenente alla famiglia delle Acidaminococcaceae.